# 決戦は金曜日/太陽が見てる
「決戦は金曜日/太陽が見てる」（けっせんはきんようび/たいようがみてる）は、1992年9月19日にリリースされたDREAMS COME TRUEの11thシングル（両A面シングル）。シングルとしては初のミリオンセラー作品である。

## 収録曲
全作詞：吉田美和 / 作曲・編曲：中村正人
1. 決戦は金曜日
  - 本人達も出演していたテレビ番組『うれしたのし大好き〜Friday Night Live〜』（フジテレビ系）オープニングテーマ。実際同番組は金曜日に放送されていた。
  - 『決戦は金曜日』の全般的な曲調や雰囲気は、本作に先立つ1992年2月にリリースされたSING LIKE TALKINGのアルバム『Humanity』に収録され同年8月にシングルカットされた『Rise』と似ているが、これは偶然ではない。この2つの曲は佐藤竹善の出演していたラジオ番組において行われた、「中村と佐藤がそれぞれシェリル・リンの楽曲（「Got to be real」）をベースにして曲を作る」という企画による産物であり、いわば両グループによる一種の競作の関係にある。また編曲においてはアース・ウィンド・アンド・ファイアーの楽曲「Let's Groove」をベースにしており、本作は両曲をミックスしたかのような雰囲気を醸し出している特徴がある（この件に関しては、中村正人が「音楽ナタリー」のインタビュー記事で触れている[1]）。
2. 太陽が見てる
  - FUJICOLOR SUPER Gシリーズキャンペーンソング。

## 収録アルバム
決戦は金曜日
- The Swinging Star (1992年11月14日、Version of "THE DYNAMITES")
- BEST OF DREAMS COME TRUE(1997年10月1日、非公式アルバム)
- DREAMS COME TRUE GREATEST HITS "THE SOUL" (2000年2月14日、Version of "THE DYNAMITES")
- DREAMANIA DREAMS COME TRUE 〜SMOOTH GROOVE COLLECTION〜 (2004年1月9日、Version of "THE DYNAMITES")
- 史上最強の移動遊園地 DREAMS COME TRUE WONDERLAND 2011(2012年3月21日、初回限定版特典CD)
- DREAMS COME TRUE THE BEST! 私のドリカム (2015年7月7日)

太陽が見てる
- The Swinging Star (1992年11月14日)